# جاي تي نوون
جاي تي نوون (بالإنجليزية: J. T. Noone)‏ هو لاعب كرة قدم أمريكي في مركز الوسط، ولد في 17 يوليو 1988 في هاريسبرج في الولايات المتحدة. لعب مع فيلادلفيا يونيون ونادي بان.

## وصلات خارجية
- جاي تي نوون على موقع الدوري الأمريكي (الإنجليزية)
- جاي تي نوون على موقع قاعدة بيانات كرة القدم.إي يو (الإنجليزية)